# Coupe d'Asie féminine de football 2018
Navigation
Édition précédente Édition suivante
La Coupe d'Asie féminine de football 2018, dix-neuvième édition de la Coupe d'Asie féminine de football, met aux prises les huit meilleures sélections asiatique féminines de football affiliées à l'AFC. La compétition se déroule en Jordanie du 6 au 20 avril 2018. Elle sert également de tournoi qualificatif pour la Coupe du monde de football féminin 2019 qui se déroule en France et pour laquelle les 5 premières équipes se qualifient.

## Éliminatoires
Le pays hôte et les 3 nations les mieux classées de l'AFC féminine au 21 janvier 2017, jour du tirage au sort des éliminatoires, sont directement qualifiées pour la phase finale. Les autres sélections nationales (21 puis 19 à la suite de forfaits) doivent passer par des éliminatoires où seul le premier d'un groupe se qualifie.
Pays hôte
- Jordanie

Équipes les mieux classées
- Japon (1er classement AFC)
- Australie (2e classement AFC)
- Chine (3e classement AFC)

Qualifiés via les éliminatoires
- Philippines (2e du Groupe A, mais derrière la Jordanie qualifiée d'office)
- Corée du Sud (1er du Groupe B)
- Thaïlande (1er du Groupe C)
- Viêt Nam (1er du Groupe D)

## Tournoi Final
Règlement
Le règlement est celui de l'AFC relatif à cette compétition, des éliminatoires à la phase finale :
- une victoire compte pour 3 points ;
- un match nul compte pour 1 point ;
- une défaite compte pour 0 point.

Le classement des équipes est établi grâce aux critères suivants :
1. Le plus grand nombre de points obtenus dans tous les matchs du groupe.
En cas d'égalité :
2. Plus grand nombre de points obtenus dans les matchs disputés entre les équipes à égalité ;
3. Meilleure différence de buts dans les matchs disputés entre les équipes à égalité ;
4. Plus grand nombre de buts marqués lors des matchs disputés entre les équipes à égalité ;
5. Si, après l'application des critères 2 à 4, seule une partie des équipes sont encore à égalité, on reprend les critères 2 à 4 pour les équipes concernées par cette nouvelle égalité.
Si, après l'application des critères 2 à 4, des équipes sont encore à égalité, les critères suivants s’appliquent :
6. Meilleure différence de buts dans tous les matchs du groupe ;
7. Plus grand nombre de buts marqués dans tous les matchs du groupe ;
8. Si deux et seulement deux équipes sont concernées par une même égalité et se rencontrent lors de leur dernière journée, une séance de tirs au but aura lieu à la fin du temps réglementaire ;
9. Classement du fair-play dans tous les matchs du groupe, en appliquant le barème suivant :
  - Un carton jaune compte pour -1 point ;
  - Un second carton jaune dans le même match pour une même joueuse compte pour -2 points ;
  - Un carton rouge direct compte pour -3 points ;
10. Tirage au sort.

- Les deux premiers de chaque groupe sont qualifiés pour les demi-finales où le premier d'un groupe affronte le deuxième de l'autre.
- Les équipes classées troisièmes de groupe se rencontrent lors d'un match pour la 5e place.
- Les quatre demi-finalistes ainsi que l'équipe cinquième sont qualifiées pour la Coupe du monde 2019.

- Match pour la 3e place : si à la fin du temps réglementaire les équipes sont à égalité, une séance de tirs au but désigne l'équipe gagnante (pas de prolongations).
- Autres matchs à élimination directe : si à la fin du temps réglementaire les équipes sont à égalité, des prolongations ont lieu ; si l'égalité persiste, une séance de tirs au but désigne l'équipe gagnante.